# Dörphof
Dörphof település Németországban, Schleswig-Holstein tartományban. Lakosainak száma 738 fő (2023. december 31.). Dörphof Karby, Winnemark, Thumby, Damp és Brodersby (Schwansen) községekkel határos.

## Népesség
A település népességének változása:
| Lakosok száma | 749  | 708  | 733  | 744  | 743  | 738  |
|               | 1975 | 2017 | 2019 | 2021 | 2022 | 2023 |